# Jonathan Coulton
Jonathan Coulton (n. 1 de diciembre de 1970), a menudo llamado por sus fanes como JoCo es un cantautor estadounidense, conocido por sus canciones acerca de la cultura geek y su uso del internet para acercarse a sus fanes. Entre sus canciones más conocidas están "Code Monkey", "Re: Your Brains", "Still Alive" y "Want You Gone" (las últimas tres de las cuales fueron parte de las bandas sonoras de los videojuegos de Valve: Left 4 Dead 2, Portal y Portal 2 respectivamente). Ha sido el músico residente del show semanal de trivia Ask Me Another, de la NPR desde 2012.
Su álbum Artificial Heart fue el primero en alcanzar listas de reconocimiento musical, finalmente llegando al #1 del Billboard's Top Heatseekers y al #125 en Billboard 200.

## Trayectoria

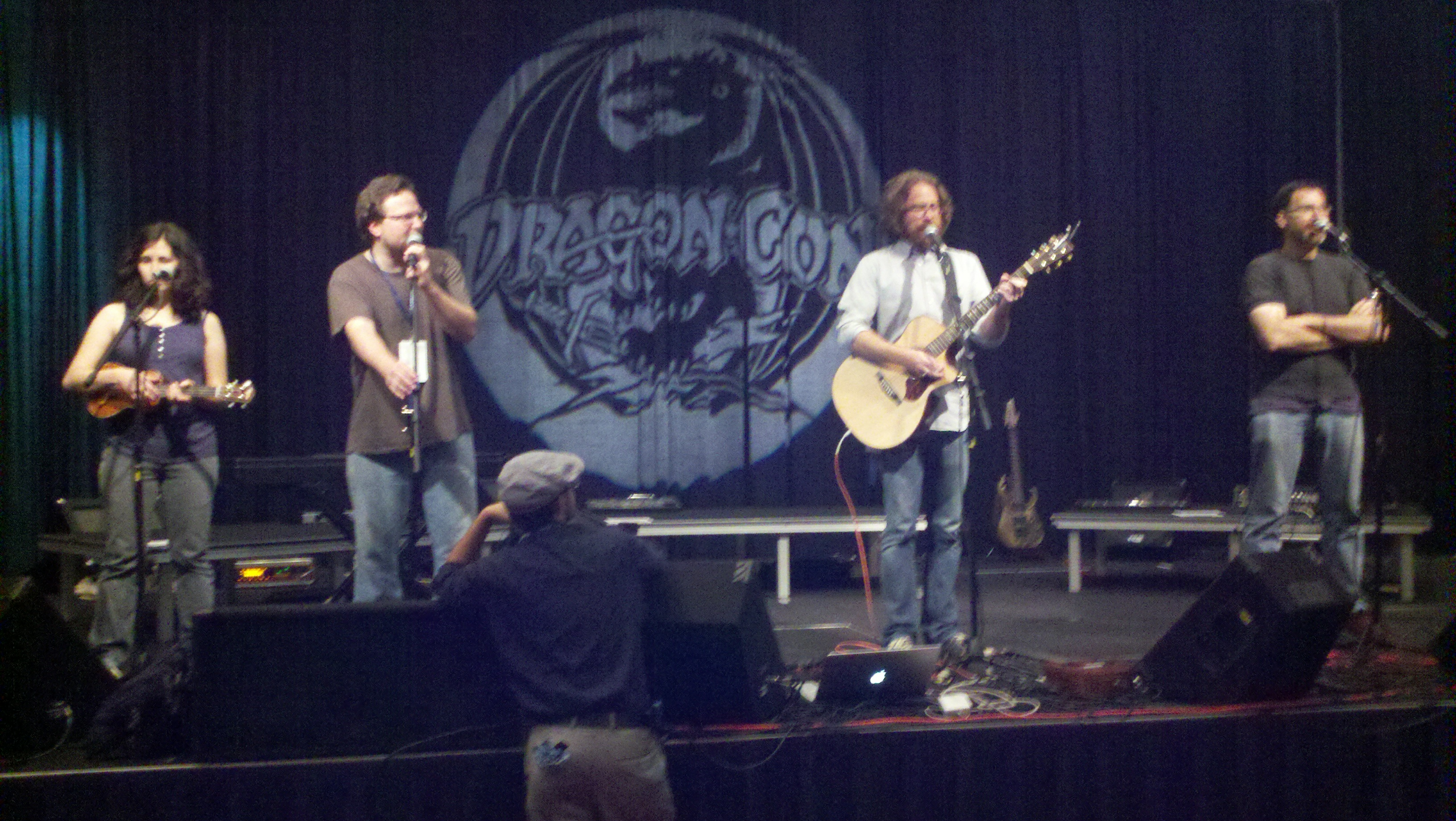
Coulton, Paul and Storm, y Molly Lewis presentándose en Dragon Con 2011

La música de Coulton se acerca al estilo del folk rock, con elementos de pop e indie rock.

### Inicios y cultura geek
Coulton se graduó de Yale en 1993, donde fue integrante del grupo de música a capela, los Yale Whiffenpoofs. En la década de los 90s, Coulton estuvo en un grupo que no duró mucho, con el nombre irónico de SuperGroup, junto al productor de televisión Eric Salat y el escritor Darin Strauss.  Coulton, quien trabajó como programador en Cluen (una compañía de software en Nueva York), y se describe como un geek, tendía a escribir letras jocosas acerca de ciencia ficción y tecnología, como un hombre que piensa como un simio, un científico loco que se enamora de una de sus cautivas y los peligros de las bacterias. Entre sus canciones con un tópico particular se encuentra "W's Duty" ("El deber de W."), que usa audio del expresidente de los Estados Unidos George W. Bush, y "Tom Cruise Crazy"" en el 2006. La mayoría de las grabaciones de Coulton tienen a su voz con acompañamiento de guitarra, bajo eléctrico y batería; entre otros instrumentos variados que Coulton toca, incluyendo el acordeón, armónica, mandolina, banjo, ukulele, zendrum y glockenspiel.
Varios de los primeros podcasts usaron regularmente la música de Coulton, particularmente Adam Curry del podcast Daily Source Code y The Wizards of Technology. En abril de 2006 participó en el podcast The Spoilers, en el que él y los anfitriones Rick Yaeger y Bill Douthett crearon un comentario desde el punto de vista de un fan para la película Raiders of the Lost Ark.
Participó en la revista Popular Science, en cuyo número de septiembre de 2005 incluyó un set de cinco canciones que Coulton llamó Our Bodies, Ourselves, Our Cybernetic Arms. También fue director Musical de Little Gray Books Lectures, una serie de conferencias/show de variedades presentado por el escritor y comediante John Hodgman.

### Thing a Week
Del 16 de septiembre de 2005 y hasta el 30 de septiembre de 2006, Coulton produjo "Thing a Week" ("[Una] Cosa cada semana"), durante la cual grabó 52 piezas musicales en un esfuerzo por extender sus límites creativos usando "un acercamiento a marchas forzadas para la escritura y grabación"; para probarse a sí mismo que podría producir contenidos creativos bajo un límite de tiempo; y para averiguar si un artista profesional podría usar el internet y la distribución vía Creative Commons para sostenerse económicamente. En una entrevista de septiembre de 2006, habló sobre el experimento: "En ciertas partes de [Estados Unidos], estaría ganando un sueldo decente". En una entrevista de febrero del 2008 en el podcast This Week in Tech, mencionó que había ganado más dinero en 2007 que lo que ganó en su último año trabajando como programador; del cual 40% vino de las descargas digitales y 40% de mercancía física y presentaciones en vivo.

### Still Alivey receso
Coulton escribió y presentó una canción llamada Still Alive para los créditos finales del videojuego Portal, de Valve en 2007, con la voz de Ellen McLain. El 1 de abril de 2008, Harmonix incluyó esta canción como contenido descargable para el videojuego Rock Band. También se incluyó una versión de la canción, con la voz de Coulton, en la banda sonora de The Orange Box, además de la versión que se escucha al final del juego.. "Re: Your Brains" también apareció como un huevo de Pascua en Left 4 Dead 2. La canción ha sido llamada "la música de videojuegos más influencial". En 2011, Coulton continuó con su éxito en música de videojuegos con una nueva canción al final de Portal 2, llamada "Want You Gone". También escribió la canción "You Wouldn't Know" para  Lego Dimensions.
Coulton también es conocido por canciones originales como "Code Monkey", que fue presentada en Slashdot el 23 de abril de 2006, y referenciada por el webcomic Penny Arcade. Así mismo, fue el tema de introducción del show animado Code Monkeys presentado en el canal de televisión estadounidense G4. Sus obras han sido presentadas también en el programa All Things Considered de la NPR.
Coulton acompañó a John Hodgman en la canción promocional "700 Hobo Names" como parte de la promoción del libro de Hodgman The Areas of My Expertise. Coulton fue el guitarrista, apareciendo en los créditos como "Jonathan William Coulton, el Chico de Colchester". También se puede escuchar la voz de Coulton en el audiolibro del mismo título, cantando el tema del libro, tocando música incidental y charlando con Hodgman, quien lee la versión de audio de su obra. Hodgman también ha mencionado a Coulton en The Daily Show como el ganador de un concurso que buscaba vencer la resistencia iraquí a la invasión estadounidense. Coulton escribió y grabó "la selección ganadora", una canción acerca de soltar serpientes desde aviones. Coulton hizo también apariciones en la gira de promoción del segundo libro de Hodgman, More Information Than You Require.
En 2006, Coulton comenzó a aparecer en la gira del dueto cómico Paul and Storm. En sus primeras presentaciones, Coulton era el acto de apertura, pero a medida que su fama fue creciendo, pasó a ser parte del acto principal.
Coulton se presentó el 22 de febrero de 2008 en el Great American Music Hall en San Francisco, y dicha presentación se publicó como un DVD y CD llamado Best. Concert. Ever., lanzado en 2009. En el concierto, Coulton presentó "Still Alive" con músicos y celebridades invitadas: Leo Laporte, Merlin Mann y Veronica Belmont.
Coulton también fue el acto de apertura en varias presentaciones de They Might Be Giants en su gira de marzo de 2010. Volvió a participar en su gira en 2012.

### The AftermathyArtificial Heart
Coulton comenzó a trabajar en la continuación de su proyecto Thing a Week con el nombre tentativo The Aftermath. Mencionó que ese título era un término genérico que agrupaba todas las pistas sin álbum que habían sido lanzadas desde Thing a Week. El 25 de mayo de 2010, Coulton anunció en su sitio oficial que estaba trabajando en un nuevo álbum, producido por John Flansburgh, integrante de They Might Be Giants, y, por primera vez, con una banda completa, incluyendo a Marty Beller, también parte de They Might Be Giants, en un estudio profesional de grabación. El álbum resultante, Artificial Heart fue lanzado el 2 de septiembre de 2011.

### Disputa conGlee
Una obra de particular reconocimiento es el cover acústico de "Baby Got Back" (originalmente de Sir Mix-a-Lot) lanzado en 2005. Coulton escribió una nueva melodía para la canción que fue copiada sin permiso (incluyendo una línea original "Johnny C's in trouble") en 2013 por la serie de televisión Glee. Al igual que otras obras de Coulton, había lanzado esta versión de la canción con una licencia Creative Commons, que requiere darle atribución (en este caso a Coulton) además de prohibir los usos comerciales de la misma canción. Los abogados por el programa argumentaron que estaban en su derecho de usar la canción y que Coulton debería estar contento por la publicidad, a pesar de que no recibió reconocimiento ni crédito. Los abogados de Coulton le dijeron que sería difícil para él hacer una demanda por daños mediante el argumento de tener los derechos de autor sobre su propia versión.
En lugar de ello, Coulton lanzó el sencillo "Baby Got Back (In the Style of Glee)" [Baby Got Back (en el estilo de Glee)], que en sus palabras es "un cover de la versión de Glee de mi propio cover de la canción de Sir Mix-a-Lot, o dicho de otra forma es EXACTAMENTE LA MISMA que mi versión original". Coulton afirmó que donaría las ganancias de todas las ventas del sencillo hasta el final de febrero de 2013, y el dinero iría a dos asociaciones humanitarias relacionadas con Glee: Save the Music Foundation de VH1, y It Gets Better Project.
En enero de 2014, la serie dramática The Good Wife de CBS se basó en este incidente para escribir su episodio "Goliath and David" ("Goliat y David") de su quinta temporada.

### 2011 - presente
En mayo de 2011, durante una entrevista en el programa de economía Planet Money de NPR, Coulton divulgó que gana alrededor de $500,000 USD al año a pesar de no tener un contrato con ninguna disquera. Expresó su gratitud a sus seguidores por este éxito sorpresivo, que él mismo llamó "absurdo". Al discutir más generalmente sobre si el internet es bueno para los músicos o no, Coulton respondió afirmativamente, mientras que el periodista Frannie Kelley describió su éxito como "casualidad" o "suerte", comparándolo con la popularidad inesperada del "Snuggie" o batamanta. Coulton escribió una respuesta "tongue-in-cheek" en su blog acerca de dicha comparación: "[respecto a la comparación] yo le digo snarkity snark snark!"
En mayo de 2012, Coulton se estrenó como el músico residente para el show de juegos de trivia por radio Ask Me Another, de NPR. Durante el show, Coulton presenta algunas de sus propias canciones, así como covers de otras canciones relacionadas con los retos de trivia y acertijos del show.
El 15 de abril de 2015, Coulton anunció que estaba trabajando, en colaboración con el autor de cómics Greg Pak, en una novela gráfica basada en los personajes que aparecen en sus canciones, llamado Code Monkey Save World. El proyecto fue fondeado a través de Kickstarter y alcanzó su meta en 12 horas.
El 31 de agosto de 2013 se anunció que Coulton contribuiría letras para SpongeBob SquarePants, la versión de teatro musical del show de Nickelodeon del mismo nombre.
En junio de 2016, Coulton comenzó a hacer canciones de un minuto para los segmentos "Previamente en..." de la serie de televisión BrainDead de la CBS, una serie de verano con una temporada planeada con 13 episodios.
En abril de 2017, Coulton lanzó un nuevo álbum llamado "Solid State" a través de su sitio web, en iTunes y SoundCloud, además de versiones físicas en CD y vinil.
Coulton coescribió las canciones "Good for Me", "Patient Zero" y "Rollercoaster" con Aimee Mann para el álbum "Mental Illness" de Mann, además de grabar partes de guitarra acústica y voces secundarias. Coulton participó en la gira del álbum por Europa y América del Norte.
El 15 de abril de 2018, al final del episodio "Day 450" de la serie The Good Fight, se presentó un cortometraje animado con letra y música de Coulton. La canción es paralela a la trama del episodio, en la que se discuten los esfuerzos para destituir (to impeach) a Donald Trump.

### Licenciamiento
Coulton lanza sus canciones bajo licencias Creative Commons-Atribución-NoComercial, lo que le permite al público usarlas en otras obras no comerciales. Como resultado de esto, se han creado múltiples videos musicales y videoclips usando sus canciones, como el video Machinima de Code Monkey y un video de tipografía cinética para Shop Vac.

## Discografía

### Álbumes de estudio
- Smoking Monkey (2003)
- Where Tradition Meets Tomorrow (2004)
- Our Bodies, Ourselves, Our Cybernetic Arms (2005)
- Thing a Week One (2006)
- Thing a Week Two (2006)
- Thing a Week Three (2006)
- Thing a Week Four (2006)
- Artificial Heart (2011) US #125 Billboard
- Solid State (2017)

### Compilaciones
- JoCo Looks Back (2008)
- Best. Concert. Ever. (En vivo - 2009)
- Jonathan Coulton's Greatest Hit (Plus 13 Other Songs) (2012)
- JoCo Live (En vivo - 2014)

### Otros lanzamientos
- Other Experiments (Rarezas) (2005)
- Unplugged (En vivo en Second Life) (2006)
- The Orange Box Original Soundtrack (2007)
  - 1. "Still Alive" (Cantado por Ellen McLain)
  - 19. "Still Alive" (Cantado por Jonathan Coulton)
- The Aftermath (2009)
- Many Hands: Family Music for Haiti (2010)
  - 10. "The Princess Who Saved Herself"
- Portal 2 Soundtrack: Songs to Test By - Volume 3 (2011)
  - 13. "Want You Gone" (Cantado por Ellen McLain)
- One Christmas At a Time (con John Roderick) (2012)
- Lego Dimensions (2015)
  - "You Wouldn't Know" (Cantado por Ellen McLain)
- The SpongeBob Musical (2017)
  - "Bikini Bottom Day" (cantado por el ensamble de The SpongeBob Musical)

La mayoría de las canciones de Coulton son publicadas en su sitio web como descargas en formato MP3 y FLAC. Algunas son gratis y ninguna está protegida por sistemas de gestión de derechos digitales. Todas sus canciones originales son publicadas con una licencia Creative Commons Atribución NoComercial 3.0. "Still Alive", "Want You Gone" y "Wikipedia Chanukah" son las únicas excepciones, ya que Coulton cedió los derechos de las primeras dos a Valve Corporation y "Wikipedia Chanukah" tiene una licencia BY-SA para cumplir con la licencia similar de Wikipedia. Tanto "Still Alive" como "Re: Your Brains" aparecen en sinfonolas en el videojuego Left 4 Dead 2. "Want You Gone" aparece en los créditos finales de Portal 2. Todos estos juegos fueron desarrollados por Valve.

## Otras versiones y versiones
- El pianista Louis Durra grabó una versión instrumental de "Code Monkey" como parte de sus lanzamientos "Mad World EP" y "Arrogant Doormats" (2011).
- El grupo I Fight Dragons tiene un cover de "The Future Soon" en su EP "IFD Super Secret Exclusives" (2009).
- El grupo Yale Whiffenpoofs, del cual Coulton mismo fue integrante, grabó su versión de "Re: Your Brains" en su álbum The Best Whiffenpoofs Ever.